# Gavril Uric
Gavril Uric (activo durante la primera mitad del siglo XV) fue un miniaturista y calígrafo rumano. Uric fue monje en el monasterio de Neamț.

## Biografía
Uric era hijo de un calígrafo (uricar) llamado Paisie, que trabajaba en Neamț para la corte moldava, por lo que el joven Uric aprendió este oficio de su padre. Trabajó para la corte de Alejandro el Bueno de Moldavia y es el fundador de una escuela de pintores de miniaturas.

## Obras

### Evangeliario de la princesa Marina
El más conocido es su evangeliario de 1429 para la esposa de Alejandro Bueno, la princesa Marina, con una miniatura a toda página al principio de cada evangelio, cada una de las cuales representa a un evangelista. Sus miniaturas muestran una gran originalidad con respecto a la tradición bizantina de los Paleólogo. Destaca la viveza de sus composiciones y figuras. Los textos de Uric están escritos en eslavo antiguo, con añadidos posteriores en griego. Esta obra se conserva en la Biblioteca Bodleiana de Oxford (MS. Canon. Graeci. 122)

### Tetraevangeliario de Moscú
Este evangeliario de 1424 se conserva en el Museo Estatal de Historia de Moscú.